# 랴오닝성
랴오닝성(중국어 간체자: 辽宁省, 정체자: 遼寧省, 병음: Liáoníng Shěng) 또는 요령성(문화어: 료녕성)은 중국 둥베이 지방의 한 성이다.

## 역사
랴오닝 성은 유구한 역사를 가지고 있다. 이른 상고시대부터 노동을 하며, 생존활동을 하는 인류가 있었다. 랴오닝성을 중심으로 중국의 동해안 일대와 요동반도와 발해만 유역, 황해를 둘러싸고 말굽형으로 생긴 한반도 서해안, 이 지역의 바다와 여러 강가에는 수십만 년 전부터 사람들이 살았다.
50만 년 전 베이징원인(北京原人)이나 65만 년 전의 평안남도 상원 검은모루(黑隅里) 유적은 이 지역이 오래된 구석기시대 인류거주지역임을 잘 증명해 준다.
영구대석다리 금우산 남쪽에서 발견한 금우산 인간문화는 구석기 시대 유적인데, 약 28만년 정도 된 것으로 추정된다. 조양시 객좌현에서 발견된 비둘기동굴유적에서 출토한 석기는 구석기시대 중기 원시인 유적인데, 약 5만년정도 되었다.
기원전 8000년∼기원전 3000년경 요하 대릉하 난하, 중국의 황하 상류, 회하, 양자강 상류 유역과 서해로 흘러드는 한반도의 한강 금강 임진강 예성강 대동강 청천강 압록강에 여러 부족의 신석기문화가 형성·발전됐다.
기원전 7000년에, 랴오닝 성 지구는 신석기시대에 들어섰다. 심양 신락유적과 거기서 출토한 대량 용구를 통해 랴오닝 원시사회 말기의 번영한 상황을 알 수 있다. 조양 우하 다리 홍산문화 유적은 기원전 5000년경에 된 유적이다. 제단, 돌무덤, 신묘와 여신형상돌조각, 옥으로 조각된 돈룡상, 채도 등 중요문물이 출토 되었다.
부족들은 서로 통합하여 고대국가와 고대문명을 형성하기 시작했다. 이 가운데 가장 먼저 형성된 고대국가가 연나라와 고조선이었으며 원래 고조선의 영토였다. 광개토대왕때 고구려가 수복했으나 수나라와 전쟁때 요서지방을 빼앗겼다. 발해가 다시 요동반도 전체를 수복했으나 이후 고려가 잠깐 대부분을 수복했다.
17세기 후반에 청 정부는 허베이성의 이민자들 모집하여 상대적으로 인구가 적은 지역에 이주하도록 하였다. 현재 랴오닝성의 주민들의 선조는 거의 대부분 17세기에 이 곳으로 이주한 정착민들이다. 이때 이후 한동안 둥베이 지역으로의 한족 이주는 엄격히 금지되었다. 둥베이 지역은 세 명의 장군이 통치하였는데, 랴오닝 지역은 성경(중국어 정체자: 盛京)장군이 지배하였다.
1860년 만주족 지배자들이 중국 본토에서 번영하자 둥베이에 가난한 백성들이 몰려들기 시작했고 얼마 가지 않아 많은 백성들이 살기 시작했다. 당시 인구 80% 이상을 자치하던 청나라 백성들은 아무 "민족"에도 포함되지 않은 백성이였으나 중화인민공화국 이후 이 백성들은 한족으로 등록되었다. 1907년 봉천(중국어 정체자: 奉天)성이 현재의 랴오닝 성에 세워졌다. 러일 전쟁 동안 주요 전투의 다수가 랴오닝 지역에서 행해졌다. 20세기 전반의 군벌 할거 기간 동안은 봉천 군벌 장쭤린(중국어 정체자: 張作霖)과 그의 아들 장쉐량(중국어 정체자: 張學良)의 통치 하에 있었으며 1928년에 성 이름이 랴오닝 성으로 바뀌었다.
1931년 일본 제국이 만주사변을 일으켜 이 지역을 점령한 이후에 만주국이라는 괴뢰 정부를 세워 동북을 지배하게 된다. 일제의 패망 이후 국공내전 동안의 첫 번째 대전투가 랴오닝 일대에서 벌어진다.
중화인민공화국이 성립된 1949년 10월 1일에 랴오닝 성은 존재하지 않았다. 대신에 랴오둥 성, 랴오시 성과 함께 선양, 뤼다, 안산, 푸순, 번스 5개의 직할시가 있었다. 1954년에 이들이 합쳐지면서 랴오닝성을 만들었고 이듬해에 현재 존재하지 않는 러허(중국어 정체자: 熱河) 성이 합쳐지게 된다. 문화대혁명 시기 동안 랴오닝 성은 네이멍구 자치구의 일부를 편입하기도 하였지만 후에 복구되었다.

## 지리
랴오닝 성은 세개의 지리적 지역으로 구별할 수 있다. 서부의 저산성구릉지대, 중부의 평원, 동부의 산지이다. 서부의 구릉지대는 주로 누루얼후(중국어 간체자: 老鲁儿虎, 정체자: 老魯兒虎) 산지이다. 이 산지는 랴오닝 성과 내몽골 자치구의 경계를 이루고 있다.중부의 평원은 랴오허 강의 유역이다. 이 지역은 대체로 평평하고 고도가 낮다. 동부지역은 장백산맥(長白山脈)과 천산산맥(千山山脈)으로 대표되는 산지이다. 산지는 바다로 이어지면서 랴오둥반도를 형성한다. 랴오닝 성에서 가장 높은 지역인 화보쯔산은 이 지역에 위치한다. 평원으로는 랴오허 평원이 있으며, 랴오허(중국어 정체자: 遼河), 훈허(중국어 정체자: 渾河), 타이쯔허(太子河), 다링허(중국어 정체자: 大凌河), 샤오링허(중국어 정체자: 小凌河) 등이 있고 북한과의 국경을 이루는 압록강이 있다. 해안에는 약 500여개의 섬이 있다.

## 기후
랴오닝성은 유라시아대륙 동쪽언덕에 위치해 있어, 온대형계절풍 기후지역이다. 일조량이 풍부하고, 평균온도는 비교적 높다. 겨울이 길고, 여름은 온난하며, 봄과 가을은 짧다. 강수량은 불규칙하고, 동쪽은 습하고 서쪽은 건조하다. 총 연평균 기온은 7-11°C사이다. 계절풍기후의 영향을 받아, 각지는 차이가 크다. 서남에서 동북방향으로, 평원에서 산 구역으로 체감한다. 연평균 무상기간은 130~200일이고, 일반적으로 무상기간은 150일 이상이다.
랴오닝성은 동북지역이 최대의 강수량지역이다. 연강수량 600~1,100mm 사이다. 동부산지 구릉지역은 연강수량 1,100mm이상이다. 서부산지 구릉지역은 내몽고 네이멍구 고원과 잇닿아 있어, 연강수량 400mm정도로 성 전체 최소 강수량 지역이다. 중부평원 강수량은 비교적 알맞아서, 연평균 600mm정도이다.

## 행정구역
랴오닝성은 2개의 부성급시와 12개의 지급시 행정구역으로 나뉜다.
| 랴오닝 성의 행정 구역 | 랴오닝 성의 행정 구역 | 랴오닝 성의 행정 구역 | 랴오닝 성의 행정 구역 | 랴오닝 성의 행정 구역 | 랴오닝 성의 행정 구역 | 랴오닝 성의 행정 구역 |
| --------------------- | --------------------- | --------------------- | --------------------- | --------------------- | --------------------- | --------------------- |
|                       |                       |                       |                       |                       |                       |                       |
| №                     | 이름                  | 한자                  | 병음                  | 면적 (Km2)            | 인구 (2018~2019년)    | 시청소재지            |
| 부성급시              |                       |                       |                       |                       |                       |                       |
| 1                     | 선양시 (심양시)       | 沈阳市                | Shěnyáng Shì          | 12,860.00             | 8,322,000             | 훈난구                |
| 2                     | 다롄시 (대련시)       | 大连市                | Dàlián Shì            | 12,573.85             | 5,987,000             | 시강구                |
| 지급시                |                       |                       |                       |                       |                       |                       |
| 3                     | 안산시 (안산시)       | 鞍山市                | Ānshān Shì            | 9,252.00              | 3,598,000             | 톄둥구                |
| 4                     | 번시시 (본계시)       | 本溪市                | Běnxī Shì             | 8,420.00              | 1,445,200             | 핑산구                |
| 5                     | 차오양시 (조양시)     | 朝阳市                | Cháoyáng Shì          | 19,698.00             | 3,349,000             | 솽타구                |
| 6                     | 단둥시 (단동시)       | 丹东市                | Dāndōng Shì           | 15,289.61             | 2,444,700             | 전싱구                |
| 7                     | 푸순시 (무순시)       | 抚顺市                | Fǔshùn Shì            | 11,272.00             | 2,067,000             | 순청구                |
| 8                     | 푸신시 (부신시)       | 阜新市                | Fùxīn Shì             | 10,354.99             | 1,837,000             | 하이저우구            |
| 9                     | 후루다오시 (호로도시) | 葫芦岛市              | Húludǎo Shì           | 10,414.94             | 2,758,000             | 룽강구                |
| 10                    | 진저우시 (금주시)     | 锦州市                | Jǐnzhōu Shì           | 9,890.62              | 2,949,600             | 타이허구              |
| 11                    | 랴오양시 (요양시)     | 辽阳市                | Liáoyáng Shì          | 4,743.24              | 1,831,000             | 바이타구              |
| 12                    | 판진시 (반금시)       | 盘锦市                | Pánjǐn Shì            | 4,071.10              | 1,440,000             | 싱룽타이 구           |
| 13                    | 톄링시 (철령시)       | 铁岭市                | Tiělǐng Shì           | 12,979.69             | 2,717,700             | 인저우 구             |
| 14                    | 잉커우시 (영구시)     | 营口市                | Yíngkǒu Shì           | 5,365.46              | 2,314,000             | 잔첸 구               |

12개의 지급 행정구역은 다시 100개의 현급 행정구역(59개의 시할구와 16개의 현급시 17개의 현과 8개의 자치현)으로 나뉜다.

## 인구
한족이외에 만주족, 몽골족, 한민족, 회족, 석백족 등이 살고 있다. 소수민족인구는 665만 명이고, 성 전체의 16%를 차지한다.  중앙인민정부의 민족 정책 때문에 1950년대 초에 집행되었다. 전체의 성에 부신과 객좌 두 개의 몽골족 자치주를 건립했다. 개혁개방 이후 신빈, 청원, 수암, 본계, 환인, 관전 등 6개 만주족 자치주와 35개 소수민족 진(鎭), 105개 민족의 향(鄕) 혹은 민족연합 자치향이 신설되었다.
2004년 인구 표본추출조사 근거하면, 연말 성전체 총인구는 4217만 명이고, 그중에 도시와 읍 인구는 2361.5만 명으로총 인구의 56%가 점유한다. 향촌인구는 1855.5만 명으로 44%를 점유한다. 전체 증가인구는 3.9만 명, 인구 자연증가율은 0.9%이다.

## 경제
랴오닝성의 국내총생산(GDP)은 9257억 위안으로 동년대비 13.8% 증가하였고, 1인 평균 GDP는 18,781위안이다.(2006년)

### 농업
랴오닝성은 농업이 매우 발달한 곳으로, 농업 생산력은 중국 최고 수준이다. 21세기에 들어와 랴오닝성의 농업은 계속해서 발전을 이루고 있다. 2004년 식량 총생산량은 1720만톤에 달하는데, 이는 1998년의 식량 생산량 1828.9만톤에 다음가는 풍년이었다.
옥수수·사탕무·콩·쌀·목화 등의 생산이 많고, 다롄(중국어 정체자: 大連)과 잉커우(중국어 정체자: 營口)의 사과를 비롯하여 진저우(중국어 정체자: 錦州)의 배, 단둥(중국어 정체자: 丹東)에서는 살구·자두 등의 과실류가 생산된다.

### 광업
랴오닝성은 광물자원이 매우 풍부한 곳이다. 이미 확인된 매장량 중 철·망간·석유·천연 가스·오일 셰일(함유 셰일)·몰리브덴·마그네사이트·금강석·옥석 등의 매장량은 중국에서 많은 부분을 차지하고 있다. 또한 랴오닝성은 철화합물·비철금속·화학금속제품 및 석유 광산물의 생산기지이다. 랴오허 강(중국어 정체자: 遼河)의 유전은 중국 3대 석유가스 유전으로, 석유와 천연가스 매장량이 중국에서 각각 15%와 10%를 차지한다.

### 공업
랴오닝성의 공업은 19세기 말에서 20세기 초에 발전하기 시작하였으며, 많은 지하자원과 수자원을 바탕으로 한 중국의 주요 중화학 공업 기지 중 하나로서 석유화학공업· 기계공업·제철공업 등 다양한 종류의 공업들이 발달해 있다.
랴오닝성의 주요 산업:
선양(중국어 정체자: 瀋陽)은 기계· 전자·의약·화학공업·자동차· 항공·방직·경공업·석유화학공업이 발달돼 있고, 푸신(阜新)의 경공업·전력·석유화학·철강, 랴오양(중국어 정체자: 遼陽)의 화학섬유, 안산(중국어 정체자: 鞍山)·번시(중국어 정체자: 本溪)의 철강·건축재료, 톄링(중국어 정체자: 鐵嶺)의 전력·석탄 등의 공업이 성하고 있다.

#### 자동차
1929년 5월, 중국 최초의 국산차인 民生 브랜드 75형 화물자동차는 선양에서 출시되었다. 이 자동차는 6기통 65마력 가솔린엔진에 유압식 브레이크장치를 설치하고 있다. 적재량은 2톤 가까이 되며, 최고시속 64km이다. 소수의 중요 부분은 외국기업이 제공한 설계 도면에 따라 만들었지만, 그 외 나머지는 자체 제작하였다.
버스 제조 업체인 황해버스가 단둥시에 본사를 두고 있다.

#### 철강
랴오닝 성은 예전부터 “철강대성(중국어 정체자: 鋼鐵大省)”이라고 불려 왔다. 랴오닝 성에는 안산 철강기업(중국어 정체자: 鞍山鋼鐵公司), 번시 철강기업(중국어 정체자: 本溪鋼鐵公司)등의 대규모 철강 기업이 있으며, 도처에 크고 작은 철강기업이 있다. 2004년 9월 23일에는 둥베이의 3개 기업(중국어 정체자: 大連鋼鐵集團、撫順特鋼集團、北滿特鋼集團)이 지역을 뛰어넘어 대형 특수 철강 생산기업인 둥베이특수강철집단유한책임공사(중국어 정체자: 東北特殊鋼集團有限責任公司)를 정식으로 설립하였다.

#### 장비제조업
총 생산액은 1729억 위안으로, 전년대비 26.56% 증가하였고, 공업 총 생산액에서 차지하는 비중이 28.5%에 달한다. 현재 판매 수입은 1665억 위안이며, 전년대비 27.43% 증가하였다. 국산화 장비로는 자주직적재산권을 보유한 엔진, 선박, 공작기계, 베어링, 송·배전설비, 대형석화설비, 공업로봇 등이 있다. 선박의 생산량 144.6만 톤(전국 2위), 자동차 생산량 13만대(전국 10위), 금속절삭선반 생산량 5.6만대(전국 1위)이다. 엔진 생산량은 41.7만대(전국 1위)로, 그중 디젤 엔진과 가솔린 엔진의 생산량이 각각 19.9만대이다. (2003년)

#### 의약
총 생산액은 83억 위안이며, 전년대비 16.9% 증가하였고, 공업 총 생산액에서 차지하는 비중은 1.4%이다. 현재 판매수입은 84억 위안으로 전년도 동기 대비 14%증가 하였다. (2003년)

#### 경공업
총 생산액은 639억 위안으로, 전년대비 16.65% 증가 하였고, 공업 총 생산액에서 10.3%를 차지한다. 판매수입은 611억 위안이며, 전년대비 15.06%증가였다.
맥주 생산량 149만 톤(전국 5위), 냉난방기의 압축기 생산량은 309.8만대(전국 4위), 피아노 생산량 2.75만대(전국 4위), 수지제조 생산량 83만 톤(전국 5위)이다. (2003년)

#### 석탄
총 생산액은 97억 위안으로 전년대비 13.5% 증가하였고, 공업 총 생산액에서 차지하는 비중은 1.6%이다. 현재 판매 수입은 82억 위안으로 전년도 동기 대비 12.83%증가하였다. 석탄 생산량은 5870만 톤으로 전국 7위를 차지한다. (2003년)

#### 석유화학
총 생산액은 1596.5억 위안이며, 전년대비 11.4% 증가하였다. 공업 총 생산액에서 차지하는 비중은 26.4%이고 현재 수출수입은 1611.6억 위안으로, 전년대비 27.5% 증가하였다. 원유 생산량 1332.2만 톤(전국 4위), 원유가공량 4446.5만 톤(전국 1위), 에틸렌 생산량 47.9만 톤(전국 8위), 화학비료 생산량 91.7만톤(전국 14위), 타이어 생산량 787.1만개(전국 7위), 화학수지및 혼성중합체 생산량 117.4만톤(전국 6위)이다. (2003년)

## 교통
랴오닝성은 교통이 매우 발달한 도시로서 철도·고속도로· 항공· 해운 등 종합적인 교통 인프라를 구축하고 있다.

### 철도
랴오닝성은 철도망이 매우 발달해 있으며, 전국 최고의 철도 밀도와 화물 운송량을 자랑한다. 창다, 선단, 선산 등 58개의 지선 및 간선 철도가 각지를 연결하고 있다.

### 도로
선다 고속공로는 북쪽의 선양에서 남쪽의 다롄을 이어주는 현재 중국에서 가장 긴 고속도로이다. 전 구간이 공업도시인 선양, 랴오양, 안산, 잉커우, 다롄을 지나고, 다롄 항, 잉커우 항 등을 연결하는 동북지역의 중요한 운송수단이다.

### 해운
주요항구로는 다롄, 잉커우, 단둥, 진저우, 후루다오 등이 있고 항구를 통한 해운 교통이 편리하다. 특히 다롄 항은 중국 북방 최대의 항구이다. 내륙 해운에는 랴오허를 이용한다.

### 항공
선양, 다롄, 안산, 단둥, 차오양 등지에 공항이 있으며, 주요 공항으로는 국제선인 선양 타오셴 국제공항, 다롄 저우수이쯔 국제공항 등이 있다.

## 문화

### 방언
- 둥베이어(중국어 정체자: 東北官話)
- 랴오닝 방언(중국어 정체자: 膠遼官話)

### 경극
랴오닝 성의 유명한 경극원으로는 선양 경극원(중국어 정체자: 瀋陽京劇院), 진저우 경극원(중국어 정체자: 錦州京劇院)이 있다.

### 이인전
헤이룽장성(중국어 정체자: 黑龍江省), 지린성(吉林省), 랴오닝성(중국어 정체자: 遼寧省) 일대에서 유행하는 민간 예술의 하나이다. 티에링 민간예술원(중국어 정체자: 鐵嶺民間藝術團)에서 공연한다.

### 미디어

#### 텔레비전
라오닝 텔레비전 방송국(중국어 정체자: 遼寧電視台)은 1959년 10월 1일 설립 되었다. 전국에서 가장 빨리 설립된 5개 중 하나이다.

#### 라디오
라오닝 인민 라디오 방송국(중국어 정체자: 遼寧人民廣播電台)은 1928년에는 ‘봉천 라디오 무선 방송국(중국어 정체자: 奉天廣播無線電台)’이란 이름으로 창립되었고,‘선양스(중국어 정체자: 瀋陽市) 마루만(중국어 정체자: 馬路灣)’에 위치하였으며, 현재는 ‘라오닝 인민 라디오 방송국 소재지(중국어 정체자: 遼寧人民廣播電台所在地)’로 되어 있다.

#### 신문
- 랴오닝일보(중국어 정체자: 遼寧日報)
- 랴오닝만보(중국어 정체자: 遼瀋晚報)
- 시대상보(중국어 정체자: 時代商報)

### 음악
- 랴오닝 가극원(중국어 정체자: 遼寧歌劇院)
- 랴오닝 교향악단(중국어 정체자: 遼寧交響樂團)
- 선양 애락악단(중국어 정체자: 瀋陽愛樂樂團)
- 랴오닝 민족악단(중국어 정체자: 遼寧民族樂團)
- 대련 애락악단(중국어 정체자: 大連愛樂樂團)

### 무용, 무도
랴오닝 발레단(중국어 정체자: 遼寧芭蕾舞團)은 1980년에 성립되었고, 중국의 5대 발레단 중 하나이다.

### 연극
- 랴오닝 인민예술극원(중국어 정체자: 遼寧人民藝術劇院)
- 둥베이 인민예술극원(중국어 정체자: 東北人民藝術劇院): 1950년 10월 2일 심양에서 성립되고, 그 후 180회의 작품이 상영되었다.

### 공예품
- 씨우옌위쓸(岫岩玉石)
- 뿌신마나오(중국어 정체자: 阜新瑪瑙)

### 교육
- 다롄 이공대학(중국어 정체자: 大連理工大學)
- 둥베이 대학(중국어 정체자: 東北大學)
- 랴오닝 대학(중국어 정체자: 遼寧大學)
- 랴오닝 공정기술대학(중국어 정체자: 遼寧工程技術大學)
- 선양 농업대학(중국어 정체자: 瀋陽農業大學)
- 둥베이 재경대학(중국어 정체자: 東北財經大學)
- 선양 공업대학(중국어 정체자: 瀋陽工業大學)
- 랴오닝 사범대학(중국어 정체자: 遼寧師範大學)
- 중국 형경학원(중국어 정체자: 中國刑警學院)
- 다롄 경공업학원(중국어 정체자: 大連輕工業學院)
- 선양 음악학원(중국어 정체자: 瀋陽音樂學院)

## 관광명소

### 선양
중국 동북지방 최대의 도시인 선양(중국어 정체자: 瀋陽)은 랴오닝 성(중국어 정체자: 遼寧省)의 소재지로 행정, 문화의 중심지이다.‘석양이 아름다운 도시’로 불리기도 한다.
- 선양고궁(중국어 간체자: 渖阳故宫, 정체자: 瀋陽故宮)은 청 태조 누루하치와 그의 아들 청 태종 홍타이지가 지은 황궁이다. 선양고궁(沈阳故宫)은 중국의 현존하는 황궁 가운데 베이징 고궁(北京故宮) 다음으로 큰 궁전이며, 만주족, 한족, 몽골족의 건축문화가 혼합되어 베이징 고궁(北京故宮)과는 다른 특색있는 건축물이다. 크고 작은 누각 중에서 가장 유명한 것이 봉황루이다. 이곳은 황제가 문무백관과 어울려 술을 마시며 풍악을 즐기던 연회장으로 그 때의 가구와 도자기 및 악기들이 고스란히 전시되어 있다.
- 시타 구(중국어 정체자: 西塔區, 병음: Xītǎ Qū 서탑구[*]): 한국인 교포들이 집결하여 사는 곳이다. 이 곳의 교포들은 중국인에 비하여 생활 수준이 높은 편에 속한다.[6]

### 다렌
- 라오후탄 공원(중국어 간체자: 老虎滩公园, 정체자: 老虎灘公園, 병음: Lǎohǔtān Gōngyuán 로예탄공원[*])

### 번시
번시(중국어: 本溪, 병음: Běnxī 본계[*])는 유명한 철강 도시이다. 타이쯔허(太子河)가 도시를 가로지나고, 산 안에 성이 있고, 성 안에 산이 있는 독특한 풍경을 구성한 도시이다.
- 번시수이둥(중국어 정체자: 本溪水洞, 병음: Běnxī Shuǐdòng 본계수동[*])

### 단둥
단둥(중국어 간체자: 丹东, 정체자: 丹東, 병음: Dāndōng 단동[*]): 중국에서 가장 큰 국경도시로 알려져 천연적인 자연조건과 진귀한 인문, 역사, 문화를 볼 수 있는 장점들이 소개되어 여행객들이 즐겨 찾는다.
- 압록강(鴨綠江)
- 펑황산(중국어 정체자: 鳳凰山, 병음: Fènghuáng Shān 봉황산[*])

## 같이 보기
- 랴오닝호 항공모함
- 고조선-연 전쟁